# Rocco Polimeni
Rocco Polimeni (Reggio Calabria, 2 luglio 1914 – El Mechili, 6 aprile 1941) è stato un militare italiano, decorato con la medaglia d'oro al valor militare alla emmoria nel corso della seconda guerra mondiale.

## Biografia
Nacque a Reggio Calabria il 2 luglio 1914, figlio di Domenico e Maria Morabito. Iscrittosi alla facoltà di giurisprudenza dell'Università di Messina, fu arruolato nel Regio Esercito ed ammesso al periodo applicativo del corso allievi ufficiali presso il 94º Reggimento fanteria "Messina" venendo nominato sottotenente nel 1939. Assegnato al 20º Reggimento fanteria "Brescia", venne trattenuto in servizio attivo imbarcandosi il 1º settembre dello stesso anno per la Libia. Dopo l'entrata in guerra del Regno d'Italia, il 10 giugno 1940, partecipò all'occupazione di Sidi el Barrani e al successivo ripiegamento della 10ª Armata. Nella controffensiva italo-tedesca della primavera dell'anno successivo fu assegnato come aiutante maggiore della colonna celere  "Santamaria". Cadde in combattimento a El Mechili il 6 aprile 1941, e con Regio Decreto del 13 aprile venne promosso postumo al grado di tenente. L'anno precedente, in giugno, aveva conseguito la laurea in legge nell'Università di Messina. Con Regio Decreto 4 agosto 1942 fu insignito della medaglia d'oro al valor militare alla memoria.